# پرسی هیت (فیلم‌نامه‌نویس)
پرسی هیت (انگلیسی: Percy Heath؛ ۳۰ ژانویهٔ ۱۸۸۴ – ۹ فوریهٔ ۱۹۳۳) یک فیلم‌نامه‌نویس، و روزنامه‌نگار اهل ایالات متحده آمریکا بود.
وی نامزد جایزه اسکار بهترین فیلم‌نامه اقتباسی برای فیلم دکتر جکیل و آقای هاید در پنجمین دوره این بوده‌است.